# Tarazona e el Moncayo
Tarazona e El Moncayo é uma comarca aragonesa situada na região oeste da Província de Saragoça. Sua capital é Tarazona.

## Municípios
Os municípios da comarca são: Alcalá de Moncayo, Añón de Moncayo, El Buste, Los Fayos, Grisel, Litago, Lituénigo, Malón, Novallas, San Martín de la Virgen de Moncayo, Santa Cruz de Moncayo, Tarazona, Torrellas, Trasmoz, Vera de Moncayo y Vierlas.

## Geografia
Situada no extremo leste de la provincia de Zaragoza, faz fronteira com as províncias de Navarra, Sória e La Rioja, ao sul com a comarca de Aranda e a leste com a de Campo de Borja

## Território e População
| Município                          | Extensão (km²) | % do total | Habitantes (2007) | % do total | Altitude (metros) | Aldeias                                      |
| ---------------------------------- | -------------- | ---------- | ----------------- | ---------- | ----------------- | -------------------------------------------- |
| Alcalá de Moncayo                  | 13,8           | 3,05       | 157               | 1,07       | 781               |                                              |
| Añón de Moncayo                    | 64,33          | 14,22      | 244               | 1,66       | 836               |                                              |
| El Buste                           | 7,73           | 1,71       | 94                | 0,64       | 750               |                                              |
| Los Fayos                          | 3,88           | 0,86       | 171               | 1,16       | 567               |                                              |
| Grisel                             | 14,51          | 3,21       | 98                | 0,68       | 625               |                                              |
| Litago                             | 15,30          | 3,38       | 185               | 1,26       | 781               |                                              |
| Lituénigo                          | 11,38          | 2,51       | 130               | 0,88       | 756               |                                              |
| Malón                              | 5,66           | 1,25       | 386               | 2,63       | 430               |                                              |
| Novallas                           | 11,30          | 2,50       | 875               | 5,96       | 427               |                                              |
| San Martín de la Virgen de Moncayo | 5,48           | 1,21       | 284               | 1,93       | 813               |                                              |
| Santa Cruz de Moncayo              | 4,02           | 0,90       | 125               | 0,85       | 629               |                                              |
| Tarazona                           | 244,18         | 53,97      | 10.991            | 74,82      | 475               | Cunchillos, Torres de Montecierzo, Tortoles. |
| Torrellas                          | 2,50           | 0,55       | 315               | 2,14       | 570               |                                              |
| Trasmoz                            | 18,10          | 4,00       | 91                | 0,62       | 765               |                                              |
| Vera de Moncayo                    | 27,52          | 6,08       | 441               | 3,00       | 631               | Veruela.                                     |
| Vierlas                            | 2,71           | 0,60       | 103               | 0,70       | 456               |                                              |
| Total                              | 452,40         |            | 14.690            |            |                   |                                              |